# John James Pearson
John James Pearson (* 25. Oktober 1800 bei Darby, Pennsylvania; † 30. Mai 1888 in Harrisburg, Pennsylvania) war ein US-amerikanischer Politiker. In den Jahren 1836 und 1837 vertrat er den Bundesstaat Pennsylvania im US-Repräsentantenhaus.

## Werdegang
Im Jahr 1805 zog John Pearson mit seinen Eltern nach Mercer. Dort besuchte er vornehmlich private Schulen. Nach einem anschließenden Jurastudium und seiner im August 1822 erfolgten Zulassung als Rechtsanwalt begann er im Mercer County in diesem Beruf zu arbeiten. In den 1820er Jahren schloss er sich der Bewegung gegen den späteren Präsidenten Andrew Jackson an und wurde Mitglied der kurzlebigen National Republican Party.
Nach dem Rücktritt des Abgeordneten John Banks wurde Pearson bei der fälligen Nachwahl als dessen Nachfolger in das US-Repräsentantenhaus in Washington, D.C. gewählt, wo er am 5. Dezember 1836 sein neues Mandat antrat. Da er bei den regulären Kongresswahlen des Jahres 1836 auf eine weitere Kandidatur verzichtete, konnte er bis zum 3. März 1837 nur die laufende Legislaturperiode im Kongress beenden.
Nach dem Ende seiner Zeit im US-Repräsentantenhaus praktizierte Pearson wieder als Anwalt. Zwischen 1838 und 1842 gehörte er dem Senat von Pennsylvania an. Am 7. April 1849 wurde er Vorsitzender Richter für die Gerichte im Dauphin und im Lebanon County. Dieses Amt bekleidete er bis zum 1. Januar 1882. Er starb am 30. Mai 1888 in Harrisburg, wo er auch beigesetzt wurde.